# Ілуліссат
Ілуліссат (гренл. Ilulissat), або Якобсгавн (дан. Jakobshavn) — місто в Західній Гренландії, розташоване за 200 км на північ від Полярного кола; третє за кількістю населення місто країни — станом на 2010 рік у місті мешкає 4546 особи.
У перекладі з гренландської мови слово «ілуліссат» означає «айсберги». Основна галузь — туризм.
Ілуліссат був адміністративним центром колишнього однойменного муніципалітету, який було скасовано 1 січня 2009 року. Площа території муніципалітету становила 47 тис. км². Населення муніципалітету досягало 4996 осіб

## Історія

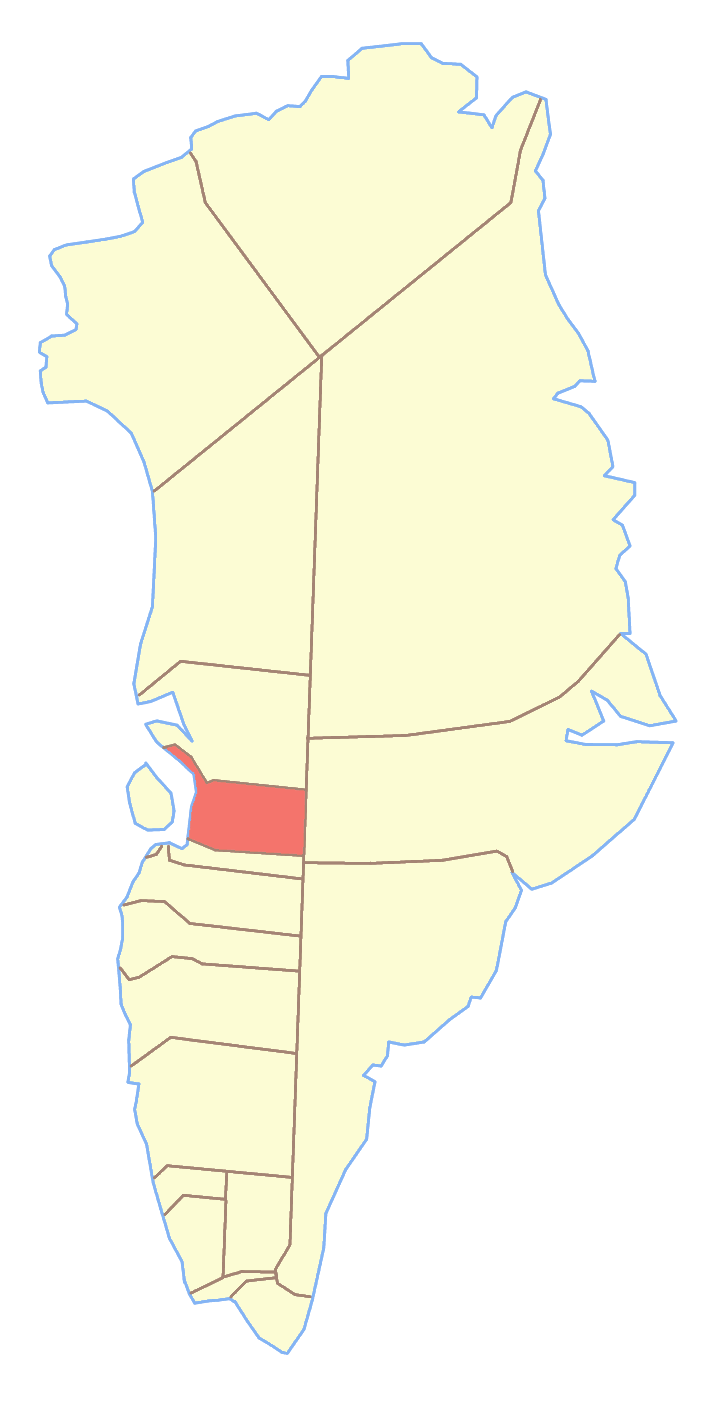
Муніципалітет Ілуліссат на карті Ґренландії (скасований 2009 року)

Археологічні розкопки датують перші поселення людей у цій місцевості періодом близько 3500 років тому, а західніше за два кілометри у Сермерміуте виявлені сліди поселень II тисячоріччя до нашої ери, так само в цій місцевості раніше перебувало одне з найбільших поселень на острові, де проживало близько 250 чоловік. Сучасне місто було засновано в 1741 році данськими місіонерами.
У 1879 році тут народився етнограф та дослідник Арктики Кнуд Расмуссен. Сьогодні його будинок служить музеєм, де представлено матеріали та експонати, які він зібрав у своїх експедиціях. Також у місті перебуває Художній музей Ілуліссата — головний виставковий центр північної частини країни й Музей холоду, присвячений геології й гляціології острова, а також у ньому представлена експозиція виробів данських поселенців і інуітів.
У 2004 році данський художник Марко Еварістті пофарбував червоною фарбою один з айсбергів на заході Гренландії. Для художньої обробки крижаної брили площею 900 квадратних метрів Еваріст було потрібно 2 години, 3000 літрів фарби, 3 пожежних шланга, 2 льодорізів і 20 асистентів. Працювати довелося при температурі -23 градусів. Група півгодини шукала відповідний об'єкт для творчості в околицях гренландського міста Ілуліссат. Художник так пояснив суть акції: «Ми всі повинні прикрашати матір-природу, бо вона нам належить. Тепер це мій айсберг».
27-29 травня 2008 року тут проводилася Конференція Північного Льодовитого океану на якій були присутні міністри закордонних справ Канади, Данії, Норвегії, Росії та США.

## Економіка
Традиційними промислами місцевого населення в основному риболовля й бій морського звіра. Але основний дохід жителі одержують від туризму.

## Клімат
| Клімат Ilulissat, 1961-1990                | Клімат Ilulissat, 1961-1990 | Клімат Ilulissat, 1961-1990 | Клімат Ilulissat, 1961-1990 | Клімат Ilulissat, 1961-1990 | Клімат Ilulissat, 1961-1990 | Клімат Ilulissat, 1961-1990 | Клімат Ilulissat, 1961-1990 | Клімат Ilulissat, 1961-1990 | Клімат Ilulissat, 1961-1990 | Клімат Ilulissat, 1961-1990 | Клімат Ilulissat, 1961-1990 | Клімат Ilulissat, 1961-1990 | Клімат Ilulissat, 1961-1990 |
| Показник                                   | Січ.                        | Лют.                        | Бер.                        | Квіт.                       | Трав.                       | Черв.                       | Лип.                        | Серп.                       | Вер.                        | Жовт.                       | Лист.                       | Груд.                       |                             |
| Абсолютний максимум, °C                    | 12,2                        | 9,0                         | 12,0                        | 10,2                        | 16,5                        | 18,0                        | 20,6                        | 20,4                        | 16,1                        | 12,4                        | 11,4                        | 11,6                        |                             |
| Середній максимум, °C                      | −9                          | −10,1                       | −10,6                       | −3,8                        | 3,4                         | 8,3                         | 11,4                        | 10,2                        | 5,5                         | −0,5                        | −4,8                        | −7,6                        |                             |
| Середній мінімум, °C                       | −16,6                       | −18,3                       | −19,3                       | −12,6                       | −3,4                        | 1,8                         | 4,4                         | 3,3                         | −0,8                        | −6,7                        | −11,1                       | −14,8                       |                             |
| Абсолютний мінімум, °C                     | −33,6                       | −33,6                       | −37,8                       | −29,5                       | −21,1                       | −5,9                        | −1,5                        | −3                          | −13,8                       | −18,2                       | −27,5                       | −34                         |                             |
| Середня кількість сонячних годин на місяць | 0                           | 28                          | 93                          | 180                         | 279                         | 300                         | 279                         | 217                         | 120                         | 62                          | 30                          | 0                           |                             |
| Норма опадів, мм                           | 13                          | 16                          | 13                          | 18                          | 18                          | 24                          | 32                          | 31                          | 41                          | 25                          | 22                          | 18                          |                             |
| Днів з опадами                             | 4,3                         | 4,0                         | 4,0                         | 5,0                         | 4,2                         | 4,8                         | 5,3                         | 5,4                         | 7,4                         | 5,3                         | 5,6                         | 5,0                         |                             |
| Днів зі снігом                             | 7,6                         | 7,2                         | 7,8                         | 8,0                         | 6,0                         | 0,6                         | 0,0                         | 0,4                         | 3,3                         | 5,9                         | 7,3                         | 7,2                         |                             |
| ------------------------------------------ | --------------------------- | --------------------------- | --------------------------- | --------------------------- | --------------------------- | --------------------------- | --------------------------- | --------------------------- | --------------------------- | --------------------------- | --------------------------- | --------------------------- | --------------------------- |

## Транспорт

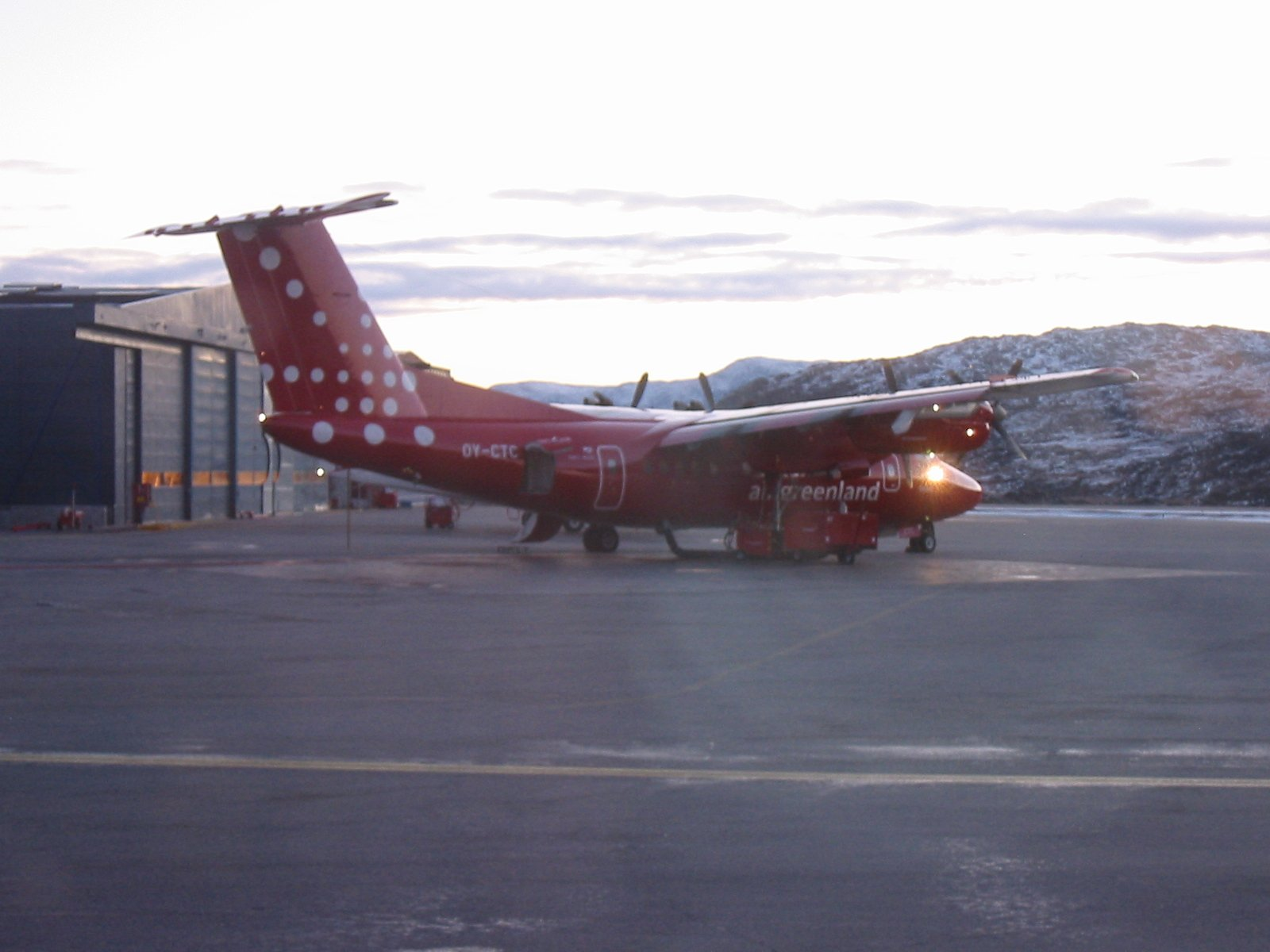
аеропорт Ілуліссата

Транспортне сполучення здійснюється повітряним шляхом, що обслуговує місцева авіакомпанія Air Greenland з аеропорту Ілуліссат

## Фіорд Ілуліссат
40-кілометровий фіорд Ілуліссат заповнений айсбергами, які сповзають з льодовика Сермек-Куджаллек, що має ширину близько 5 км при товщині льоду в нижній частині близько 150 метрів, є найпродуктивнішим у Північній півкулі. У 2004 році був внесений у список об'єктів всесвітньої спадщини ЮНЕСКО.

## Відомі особистості
У поселенні народився:
- Йорген Бренлунд (1877—1907) — гренландський педагог, перекладач та полярний дослідник.

## Галерея

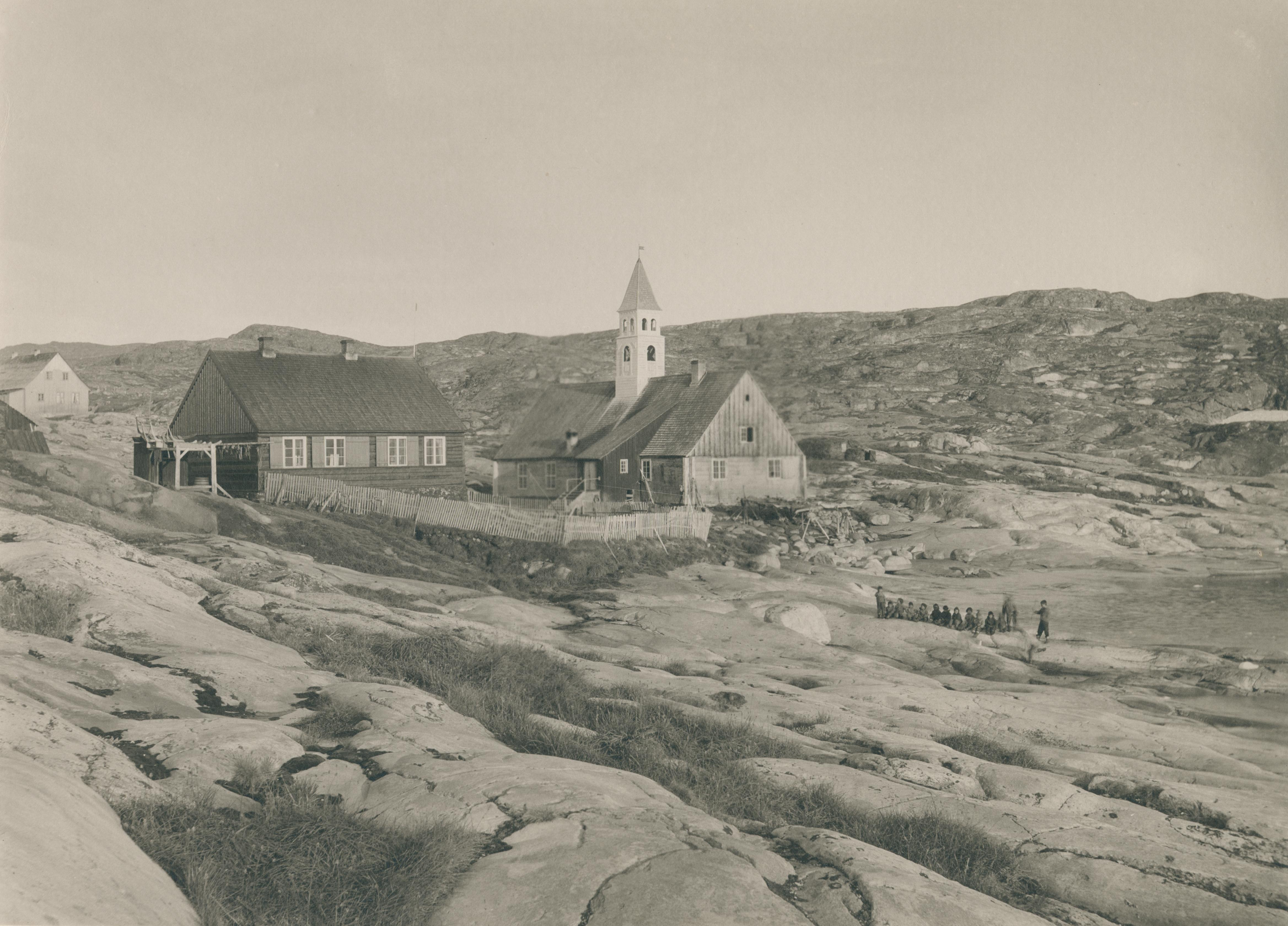
Церква та докторська резиденція міста Ілуліссат (1900 рік)
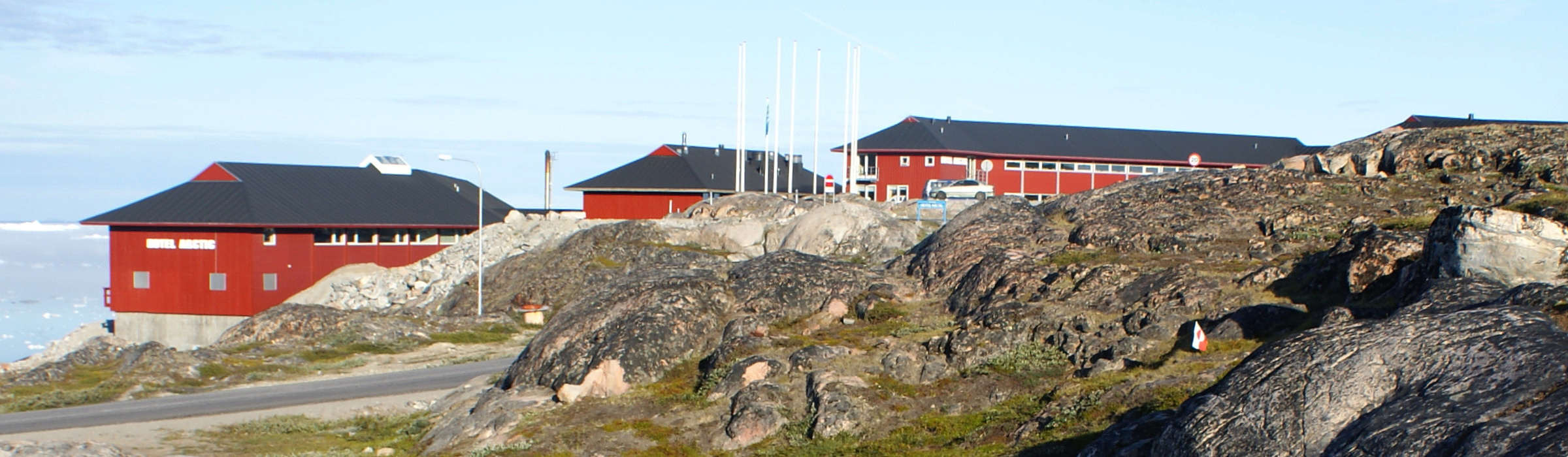
Hotel Arctic, Якобсгавн
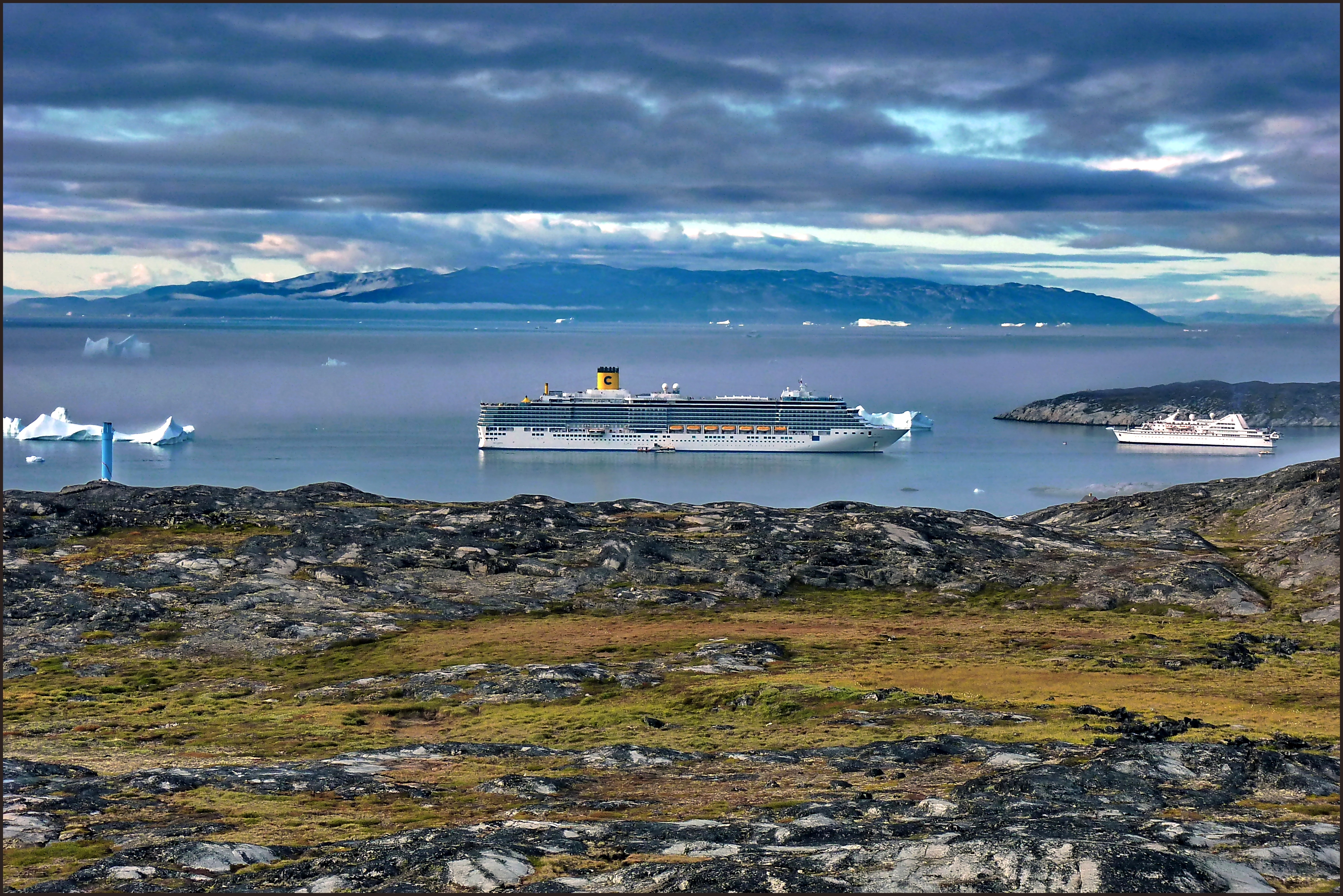
Круїзні кораблі в передній частині фіорда Ілуліссата
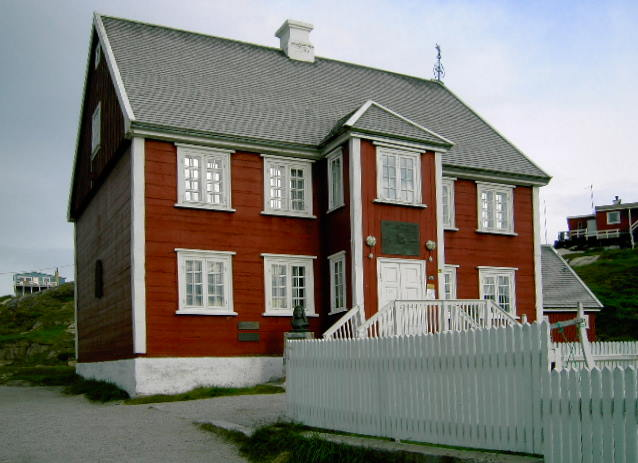
Місце народження Кнуда Расмуссена в Ілуліссаті, Гренландія; Музей Кнуда Расмуссена
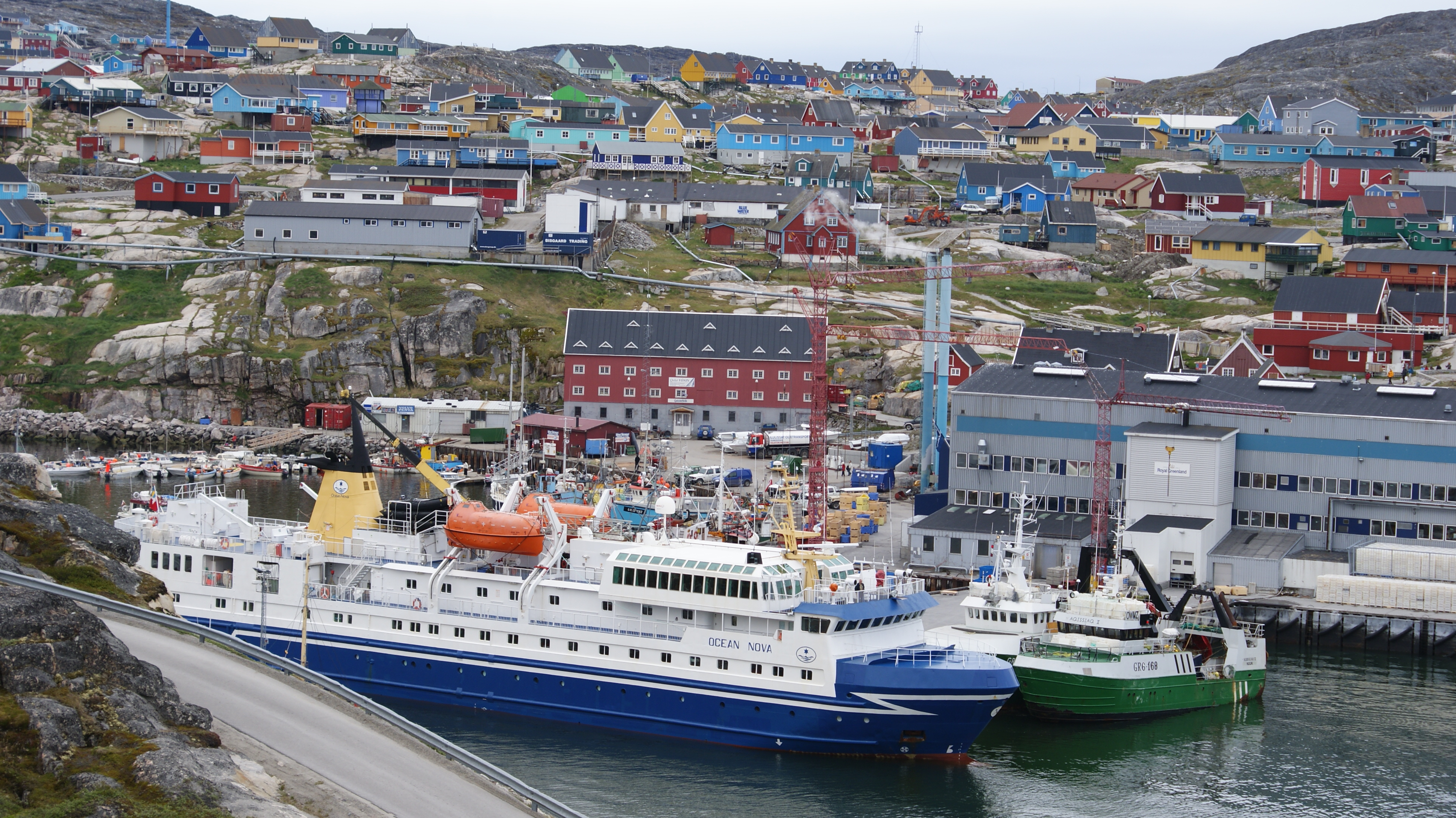
Круїзне судно в порту Ілуліссат
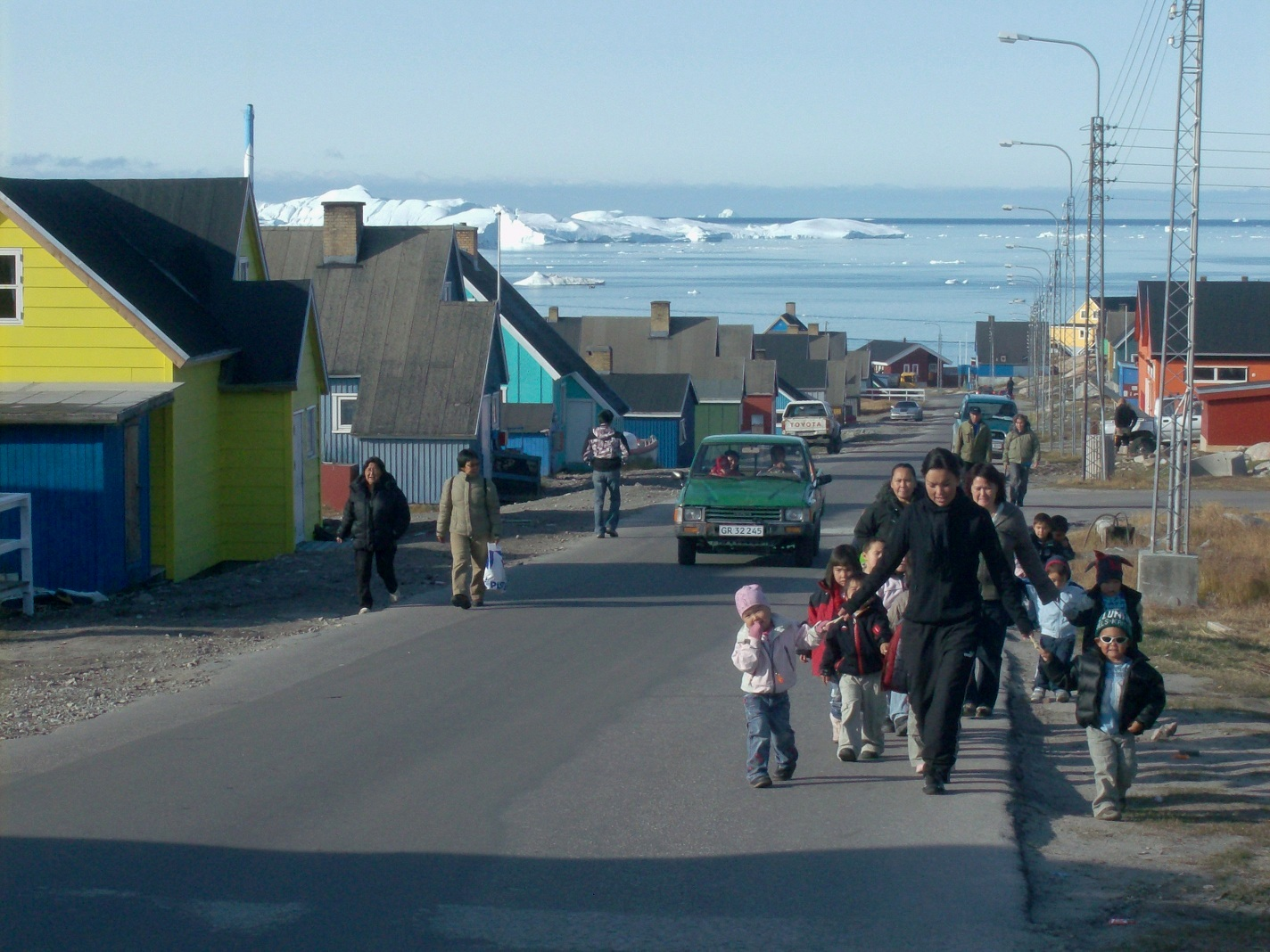
Малюки зі своїм учителем
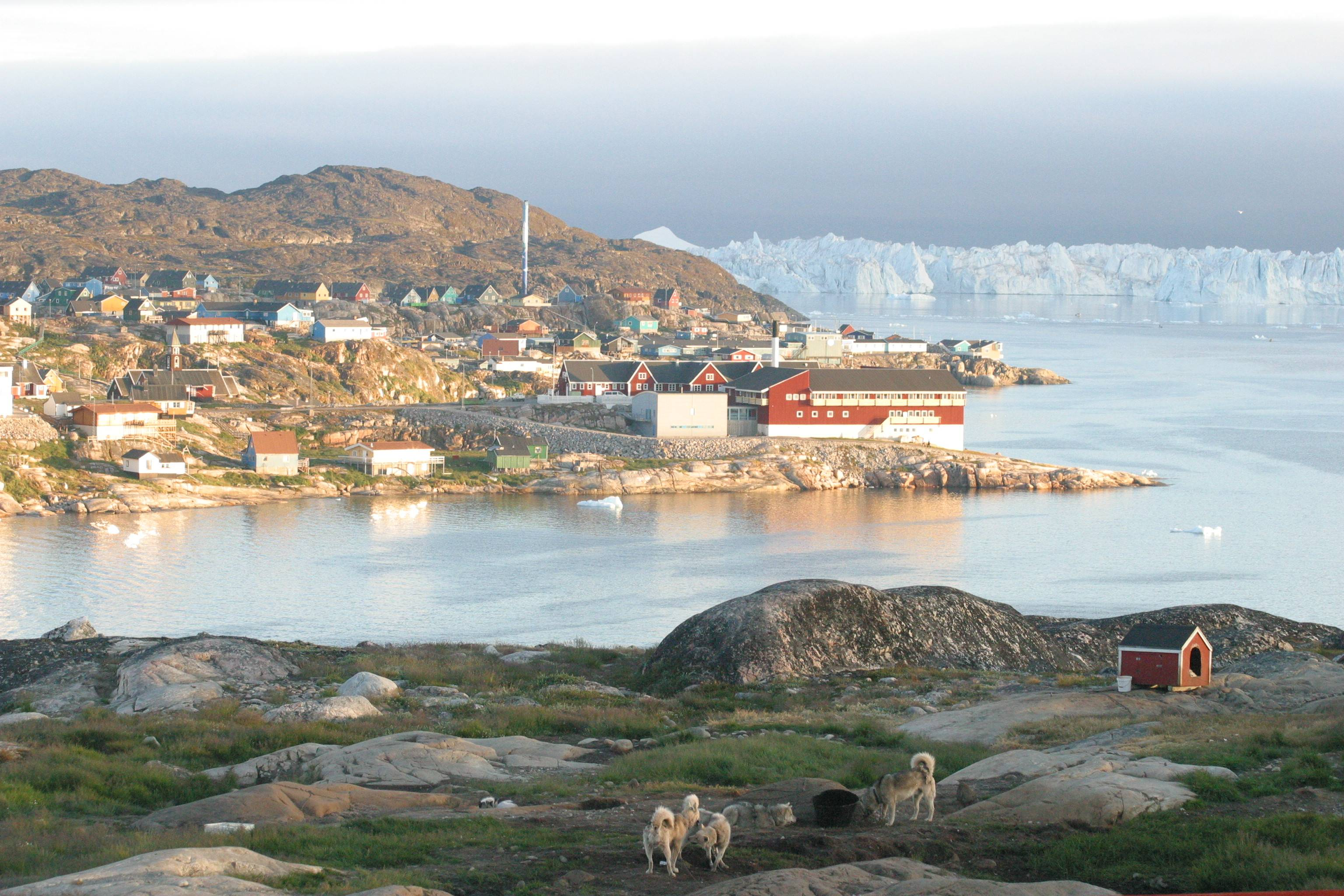
Ілуліссат
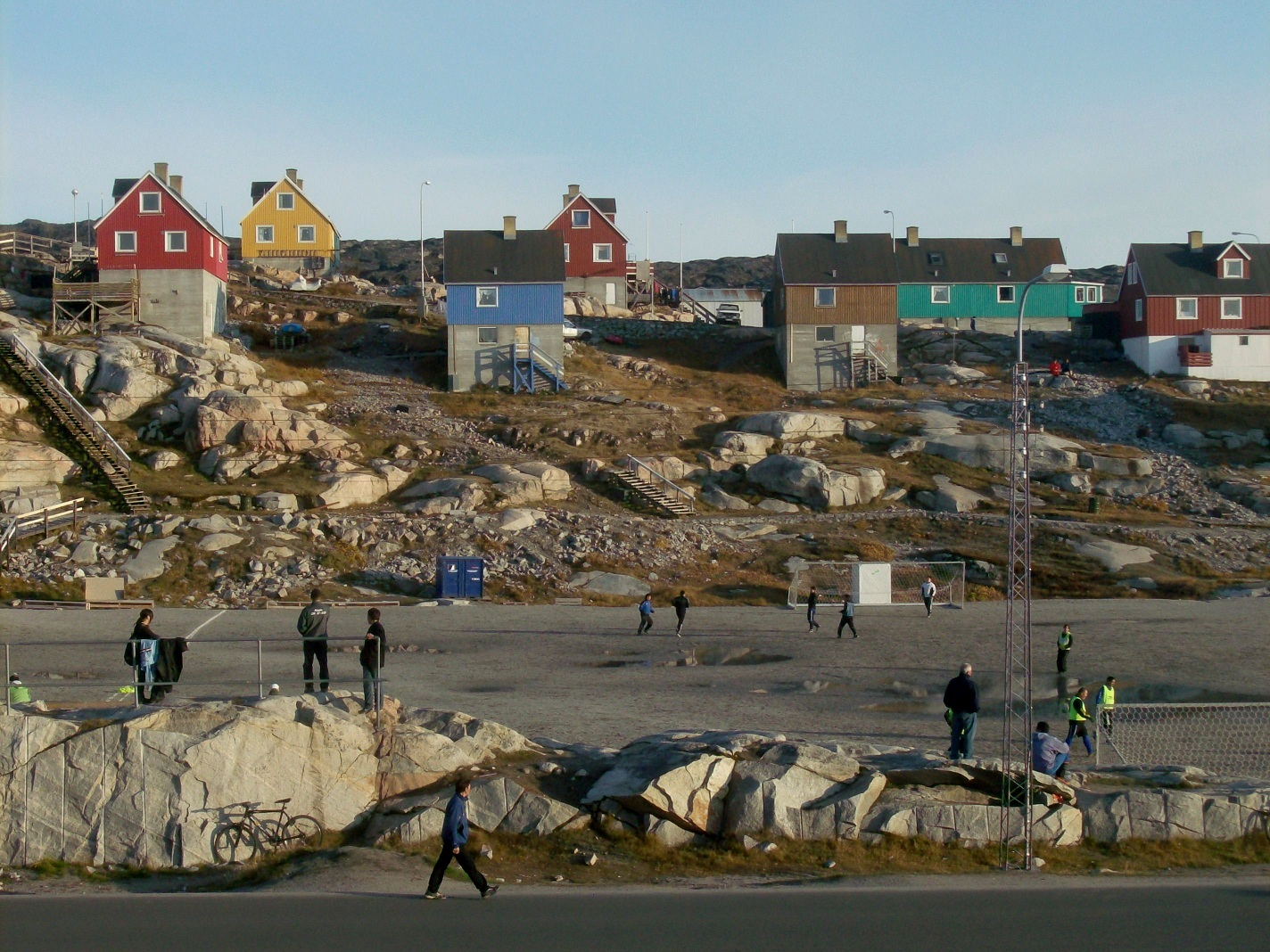
Футбольне поле
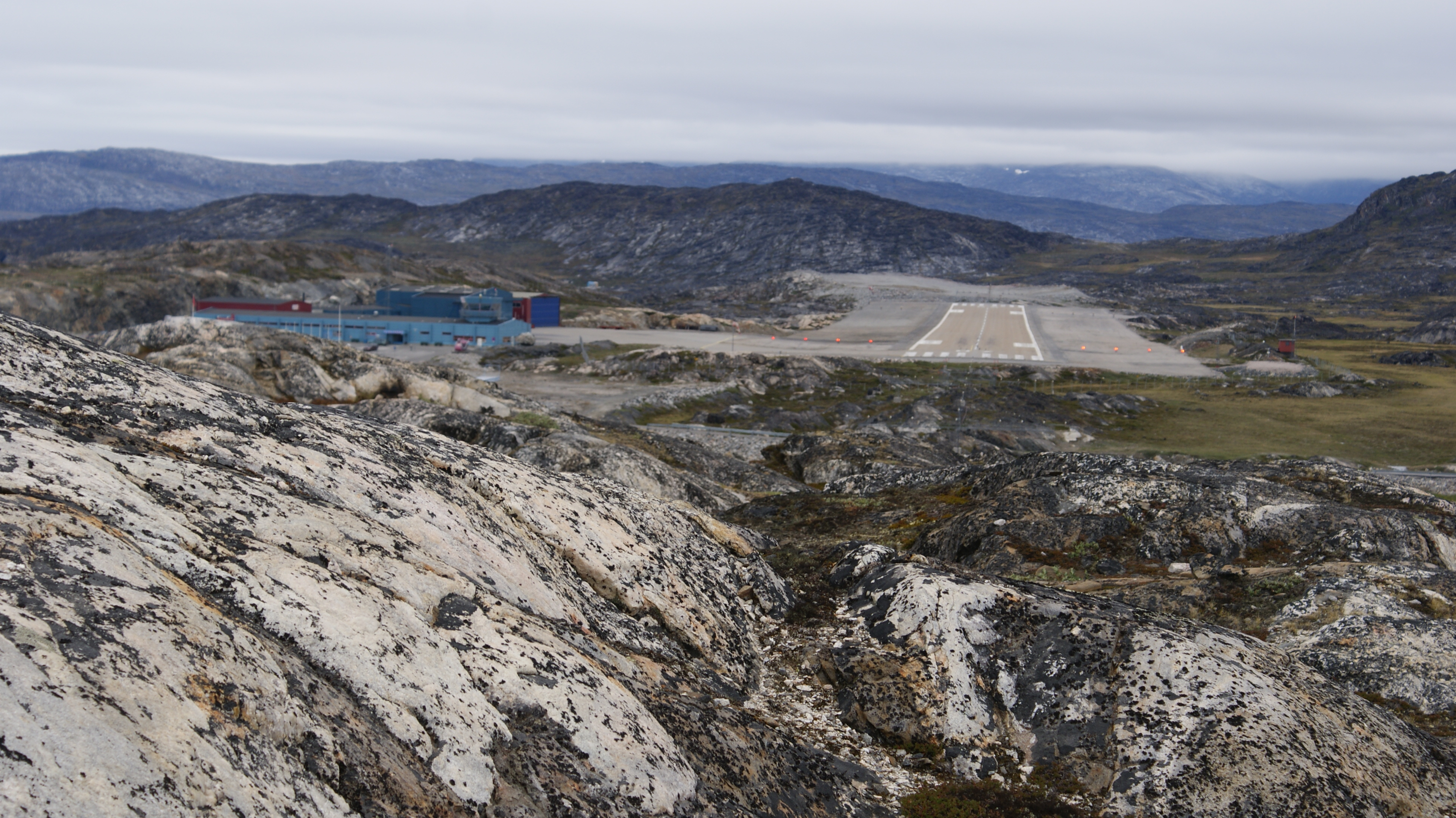
Аеропорт Ілуліссат на півдні.